# Daniel Hansson (dirigent)
Daniel Hansson, född 27 juni 1973, är en svensk dirigent, director musices vid Malmö universitet.
Daniel Hansson är utbildad vid Musikhögskolan i Piteå där han studerade trumpet, samt dirigering för Erik Westberg. Han har vidare studerat för Eric Ericson och Siegfried Naumann. Hansson har arbetat som ensembleledare och musiker vid försvarsmusiken och Musik i Västernorrland.
Hansson är konstnärlig ledare för Malmö akademiska kör och Malmö akademiska orkester, två ensembler som han grundade år 2000. År 2009 grundade han den professionella sångensemblen ”Ensemble syd”.
Daniel Hansson blev 2019 utnämnd till gästprofessor i dirigering vid det Nationella Musikkonservatoriet i Lviv, Ukraina. Hans arbete inleds i mars 2019.